# Cramsche Regel
Die Cramsche Regel ist eine von Donald J. Cram im Jahr 1952 aufgestellte empirische stereochemische Regel. Sie erlaubt eine qualitative Voraussage des stereochemischen Verlaufs einer diastereoselektiven nucleophilen Addition von metallorganischen Verbindungen an eine Kohlenstoff-Sauerstoff-Doppelbindung, die in α-Position ein Chiralitätszentrum mit drei Substituenten unterschiedlicher Raumerfüllung aufweist. 
Die Substituenten werden entsprechend ihrer Raumerfüllung als groß, mittel und klein bezeichnet. Ein Nucleophil greift dabei immer von der Seite mit der geringsten sterischen Hinderung an. 
Die Regel ist in der Felkin-Anh-Regel weiterentwickelt worden.